# 奧托 (洛林)
凡爾登的奧托（法語：Otton de Lotharingie，—943年）是來自洛塔林吉亞的貴族，凡爾登伯爵（923年至943年在位）和洛林公爵（940年至943年在位）。奧托是凡爾登的利希溫（Lichwin von Verdun）（於923年被暗殺）的兒子，凡爾登的利希溫被認為是凡爾登伯爵。利希溫與西法蘭克國王路易二世的孫女、阿登家族洛塔林吉亞伯爵維格里希的遺孀庫尼貢德再婚。
940年，東法蘭克國王奧托一世的弟弟洛林公爵亨利一世面臨洛塔林吉亞貴族的反對，當地貴族凡爾登的奧托被國王封為洛林公爵代替亨利一世。 雖然他被正式任命為洛林公爵，但國王奧托一世承認前洛林公爵吉斯勒貝爾的兒子亨利為繼承人，因此奧托以亨利的監護人身份統治洛林公國。
奧托於943年或944年去世。而亨利在此之前就已經去世，奧托死後，奧托一世立即任命薩利安家族的康拉德為洛林公爵，並於947年娶自己的女兒柳特加德。949年，魯道夫被任命為凡爾登伯爵，但這一頭銜後來被授予阿登家族的戈特弗里德一世。